# Eugeniu Cebotaru
Eugeniu Cebotaru (ur. 16 października 1984 w Kiszyniowie) – mołdawski piłkarz grający na pozycji środkowego pomocnika. Od 2012 jest zawodnikiem klubu Spartak Nalczyk.

## Kariera klubowa
Swoją karierę piłkarską Cebotaru rozpoczął w klubie Zimbru Kiszyniów. W sezonie 2003/2004 zadebiutował w jego barwach w pierwszej lidze mołdawskiej. W sezonach 2005/2006 i 2006/2007 wywalczył z Zimbru wicemistrzostwo Mołdawii. W sezonie 2006/2007 zdobył też Puchar Mołdawii.
Na początku 2007 roku Cebotaru przeszedł do klubu Ceahlăul Piatra Neamț. Swój debiut w nim zanotował 24 lutego 2007 w zremisowanym 1:1 wyjazdowym meczu z CFR Cluj. W sezonach 2008/2009 i 2010/2011 grał z nim w drugiej lidze rumuńskiej.
Na początku 2012 roku Cebotaru odszedł z Ceahlăul Piatra Neamț do Spartaka Nalczyk. Zadebiutował w nim 7 maja 2012 w zremisowanym 1:1 wyjazdowym meczu z Tomem Tomsk. W sezonie 2011/2012 spadł ze Spartakiem z Priemjer-Ligi do Pierwszej Dywizji.
| Sezon   | Klub                  | Kraj     | Rozgrywki         | Mecze | Bramki |
| ------- | --------------------- | -------- | ----------------- | ----- | ------ |
| 2003/04 | Zimbru Kiszyniów      | Mołdawia | Divizia Națională | 9     | 0      |
| 2004/05 | Zimbru Kiszyniów      | Mołdawia | Divizia Națională | 25    | 5      |
| 2005/06 | Zimbru Kiszyniów      | Mołdawia | Divizia Națională | 25    | 5      |
| 2006/07 | Zimbru Kiszyniów      | Mołdawia | Divizia Națională | 4     | 0      |
| 2006/07 | Ceahlăul Piatra Neamț | Rumunia  | Liga I            | 12    | 1      |
| 2007/08 | Ceahlăul Piatra Neamț | Rumunia  | Liga I            | 27    | 1      |
| 2008/09 | Ceahlăul Piatra Neamț | Rumunia  | Liga II           | 26    | 10     |
| 2009/10 | Ceahlăul Piatra Neamț | Rumunia  | Liga I            | 32    | 6      |
| 2010/11 | Ceahlăul Piatra Neamț | Rumunia  | Liga II           | 25    | 14     |
| 2011/12 | Ceahlăul Piatra Neamț | Rumunia  | Liga I            | 15    | 2      |
| 2011/12 | Spartak Nalczyk       | Rosja    | Pierwyj diwizion  | 1     | 0      |
| 2012/13 | Spartak Nalczyk       | Rosja    | Pierwyj diwizion  | 13    | 0      |
| 2013/14 | Spartak Nalczyk       | Rosja    | Pierwyj diwizion  |       |        |

## Kariera reprezentacyjna
W reprezentacji Mołdawii Cebotaru zadebiutował 17 listopada 2007 w wygranym 3:0 meczu eliminacji do ME 2008, rozegranym w Kiszyniowie. W swojej karierze grał też w:eliminacjach do MŚ 2010, do ME 2012 i do MŚ 2014.